# Сила веры (фильм)
«Сила веры» (англ. Leap of Faith — Прыжок веры (дословное название) — американский кинофильм 1992 года, трагикомедия, режиссёр Ричард Пирс. В главных ролях Стив Мартин, Дебра Уингер, Лолита Давидович, Лиам Нисон и Лукас Хаас.

## Сюжет
Джонас Найтингейл — проповедник-мошенник, который со свитой помощников колесит по стране, устраивая «религиозные» шоу. При помощи трюков и фокусов он вытягивает деньги у доверчивой публики. В маленьком американском городке Растуотере грузовик команды Найтингейла сломался и, ожидая ремонта, он устроил очередное представление.
Местный шериф Уилл Браверман подозревает, что перед ним проходимец, и собирается вывести Джонаса на чистую воду. Между тем для жителя городка, мальчика инвалида Бойда, выступление Найтингейла — последняя надежда на выздоровление. То, что произошло в Растуотере, пробуждает в циничном дельце Найтингейле последние остатки совести. Он начинает понимать, что такое настоящая вера…

## В ролях
- Стив Мартин — Йонас Найтингейл
- Дебра Уингер — Джейн Ларсон
- Альбертина Уолкер — Люсиль
- Лолита Давидович — Марва
- Лиам Нисон— шериф Уилл Браверманн
- Лукас Хаас — Бойд
- Мит Лоуф — Хувер
- Филип Сеймур Хоффман — Мэтт